# Vermilia planata
Vermilia planata är en ringmaskart som beskrevs av Requien 1848. Vermilia planata ingår i släktet Vermilia och familjen Serpulidae. Inga underarter finns listade i Catalogue of Life.